# The Crossing (série de televisão)
The Crossing é uma série de televisão de suspense e ficção científica americana que foi ao ar na ABC. A série estreou em 2 de abril de 2018 e exibiu seu episódio final em 9 de junho de 2018. Em 19 de março de 2018, a ABC lançou o episódio piloto em seu site. A série foi filmada na Colúmbia Britânica, Canadá. Em 11 de maio de 2018, a ABC cancelou o programa após uma temporada.

## Premissa
Os refugiados que fogem da guerra buscam asilo em uma cidade americana—mas afirmam ser da América, daqui a 180 anos. Além disso, pelo menos um dos refugiados exibe poderes aparentemente sobre-humanos que podem torná-la uma ameaça.

## Elenco
- Steve Zahn como Sheriff Jude Ellis[5]
- Natalie Martinez como Reece[6]
- Sandrine Holt como Agent Emma Ren[7]
- Tommy Bastow como Marshall
- Rob Campbell como Paul[8]
- Rick Gomez como Nestor Rosario
- Marcuis W. Harris como Caleb
- Grant Harvey como Roy Aronson[5]
- Jay Karnes como Craig Lindauer[5]
- Simone Kessell como Rebecca[9]
- Kelley Missal como Hannah[10]
- Luc Roderique como Bryce Foster[11]
- Bailey Skodje como Leah[12]
- John D'Leo como Will
- Georgina Haig como Dr. Sophie Forbin[13]

## Produção
Situada na cidade fictícia de Port Canaan, Óregon e Seattle, a série foi filmada em áreas costeiras da Colúmbia Britânica e na cidade de Vancouver em 2017. A praia onde os refugiados chegam fica perto de Ucluelet, na Ilha de Vancouver, enquanto o escritório do xerife e alguns outros locais foram filmados dentro e ao redor da vila de Britannia Beach, ao norte de Vancouver. O Oceanic Plaza em Vancouver foi o cenário para os escritórios de Seattle do Homeland Security do programa e outras cenas foram filmadas na cidade e nos arredores. Locais de filmagem adicionais em BC foram em Steveston, Colúmbia Britânica e em New Westminster. A primeira filmagem do acampamento foi filmada no Camp McLean. As filmagens em Vancouver começaram em julho e terminaram no final de novembro de 2017.
Em 11 de maio de 2018, a ABC cancelou a série após uma temporada.

## Recepção

### Resposta da crítica
No site agregador de críticas Rotten Tomatoes, a série tem uma classificação de aprovação de 58% com base em 19 análises, com uma classificação média de 5,79/10. No Metacritic, que usa uma média ponderada, atribuiu uma pontuação de 59 em 100, com base em 12 críticos, indicando "críticas mistas ou médias".
Eles receberam um 7.2 no IMDb com base em 7748 avaliações.Ainda é exibido em vários canais de TV.  também é exibido no Prime Video